# Европски систем преноса и акумулације бодова
Европски систем преноса и акумулације бодова (енгл. European Credit Transfer and Accumulation System), скраћено ЕСПБ, представља нумерички систем квалитативног вредновања рада студента уложеног у стицање знања, способности и вештина предвиђених програмом студирања, односно конкретним предметом у оквиру тог програма. Систем представља један од саставних елемената Болоњског процеса, а њиме је омогућено поређење различитих наставних програма на универзитетима и појединачним високошколским установама у Европи и признавање диплома. Иницијално је систем уведен како би се омогућила мобилност студената, али се показао и као веома добра мера за повећање свеукупне ефикасности студирања.
Нумеричка вредност (ЕСПБ), ангажованог студента (изражена у бодовима), обухвата бодове за савладавање;
- предмета у целини,
- свих предмета у семестру,
- академске године, и
- целокупног студирања

ЕСПБ бодови нису засновани само на часовима предмета, већ на укупном раду који генеришу ти часови (у формирању вредности предмета кроз ЕСПБ бодове учествују сви елементи активне наставе).

## Методологија
Квантитативна мера оптерећења појединачног студента износи 60 бодова током године, односно 30 бодова током једног семестра. При томе, један бод одговара раду од 25-30 сати при чему је предвиђено да студент ради у просеку 40 сати недељно. Студијским програмом је предвиђен укупан број бодова потребан за стицање одређеног звања.
ЕСПБ бодови се добијају за укупно ангажовање студента које се односи на активну наставу:
- предавања
- вежбе
- семинари
- колоквијуми и испити
- дипломски рад
- теренски рад
- професионална пракса и
- самостални рад, (нпр. учење у библиотеци, или рад код куће).

Сви облици активне наставе, укључујући и испит, чине целину. Бодови се стичу у оквиру наставних активности које су предвиђене за сваки предмет, и примењују се тек пошто студент положи испит из одговарајућег предмета. 
Стечени бодови за појединачне предмете улазе у суму бодова потребну за завршетак сваке године односно одређеног степена студија;
- првог степена - основних студија;
- другог степена - дипломских академских студија или специјалистичких академских или струковних студија;
- трећег степена - докторских академских студија.

## Оцене
Бодови се додељују сваком студенту који успешно положи испит. Поред бодова студент добија и оцену која описује квалитет његовог знања и постигнуте резултате на датом предмету. Оцена може да се прикаже бројем остварених ЕСПБ бодова, као словна оцена, нумеричка оцена или као описна оцена. Студент, поред освојених ЕСПБ бодова увек добија и оцену која ближе описује његово знање за дати предмет.
Међусобна веза између оцена и дефиниције описних оцена
| Словна оцена | Нумеричка оцена | Дефиниција                                                               |
| ------------ | --------------- | ------------------------------------------------------------------------ |
| А            | 10              | ОДЛИЧАН - Изврстан учинак са само мањим грешкама                         |
| Б            | 9               | ВРЛО ДОБАР - учинак изван просека, али са неким грешкама                 |
| Ц            | 8               | ДОБАР - генерално добар рад са неколико значајних грешака                |
| Д            | 7               | ЗАДОВОЉАВАЈУЋИ - осредњи рад, али са значајним недостацима               |
| Е            | 6               | ДОВОЉАН - учинак задовољава минималне критеријуме                        |
| ФКС          | 5               | НЕДОВОЉАН - потребан је додатни рад пре него што се бодови могу доделити |
| Ф            | -               | ПАО - потребан је значајан додатни рад                                   |

Бодови не могу застарети и увек имају исту вредност, што је предуслов за тзв. делимично студирање и едукацију током читавог живота.